# Herbapol Lublin
Herbapol-Lublin S.A. – polski producent herbat, syropów i produktów ziołowych. Główna siedziba firmy znajduje się w Lublinie. Ponadto Herbapol posiada oddział w Białymstoku, dział sprzedaży i marketingu w Warszawie oraz punkty skupu ziół w Wielbarku, Białymstoku i Fajsławicach. Inne lokalizacje firmy to Poniatowa i Lubawa.

## Historia
W 1949 roku powstała „Centrala Zielarska” z siedzibą w Warszawie. W 1952 roku została przekształcone na „Zakłady Surowców Zielarskich”, później Zjednoczenie Przemysłu Zielarskiego „Herbapol”. Lublin był jednym z oddziałów terenowych tego przedsiębiorstwa. W 1951 roku z oddziału lubelskiego zostało utworzone przedsiębiorstwo państwowe o nazwie Lubelskie Zakłady Surowców Zielarskich. Nazwa została zmieniona na Lubelskie Zakłady Zielarskie „Herbapol” w 1959 roku. W tamtym czasie przedsiębiorstwo rozpoczęło produkcję syropów i herbat. W roku 1992 nastąpiła prywatyzacja i zmiana nazwy na Herbapol Lublin Sp z o.o, następnie w roku 1996 firmę przekształcono w spółkę akcyjną Herbapol-Lublin S.A. W roku 2000 spółka weszła w skład grupy kapitałowej Jerzego Staraka. Od 2001 roku produkty Herbapol-Lublin S.A. są sprzedawane pod marką „Herbapol Esencja Natury”.
Przedsiębiorstwo zajmuje się produkcją herbat owocowych i ziołowych, syropów, suplementów diety, dżemów, napojów ziołowych. Poza tym firma oferuje produkty dla gastronomii.
Produkty Herbapol-Lublin S.A. dostępne są w aptekach, sklepach zielarskich, supermarketach. Firma prowadzi także internetowy sklep e-herbapol.com.pl
Firma Herbapol-Lublin S.A. otrzymywała nagrody Paragonu Roku, Hit Handlu w latach 2015–2020. W 2019 roku – Diament Miesięcznika Forbes, a w 2020 – Best Quality Employer.
Firma posiada certyfikaty ISO 9001:2015 oraz ISO 22000:2005